# Legio III Gallica
Legio III Gallica (III Гальський легіон) — римський легіон. На одному з написів в Іспанії він носить прізвисько «Felix». Відповідно до недавньої знахідки, ім'я цього легіону було присутнє на монетах Вікторина.

## Історія
Створений Гаєм Юлієм Цезарем у 49 році до н. е., напередодні війни з Гнеєм Помпеєм Великим. Відзначився у битвах при Діррахіумі та Фарсалі (48 рік до н. е.),при Мунді (45 рік до н. е.). В подальшому підтримував Марка Антонія. У 42 році до н. е. брав участь у битві при Філіппах проти республіканців. У 41 році окремі частини легіону були частиною армії Луція Антонія та воювали проти Октавіана у Перузійській війні. Більша частина легіону стала учасником армії Антонія під час війни проти Парфії. Під час війни з Октавіаном легіон підтримав Марка Антонія та брав участь у битві при Акціумі. У 30 році до н. е. Октавіан відправив легіон до провінції Сирія.
У 20 році за імператора Тиберія — учасник походу проти парфян, але бойові дії не відбулися. У 45 році ветерани легіону отримали землі в Птолемаїді (сучасне м. Акко). Легіон знаходився у Сирії до 58 року, коли увійшов до армії Гнея Доміція Корбулона у парфянській війні. У 63 році легіон перебазовано до провінції Мезія. Тут легіон відзначився у війні проти сарматського племені роксоланів.
Після загибелі Нерона у 69 році легіон спочатку підтримував імператора Отона, рушивши тому на допомогу. В Аквілеї легіонери довідалися про загибель Отона. Тому легіон вирішив підтримати Веспасіана, звитяжно бився під орудою легата Діллія Апоніана проти військ Вітеллія у другій битві при Бедріакі, значною мірою сприяв перемозі Веспасіана. У грудні 69 року останній спрямував легіон до Капуї. напочатку 70 року перебазовано до Сирії. В цей час ним керував як військовий трибун Пліній Молодший. У 72-73 роках стояв у Самосаті, після чого перебазувався до Рафанеї (між Антіохією та Дамаском). У 75 році вексиляції легіону разом з підрозділами інших легіонів зводили міст та канал в Антіохії.
При імператорі Траяні забезпечував захист тилів римської армії під час війни проти Парфії. За володарювання Адріана розташовувався у Фінікії. У 116—119 роках придушував друге юдейське повстання 132—135 років. У 162—166 роках був частиною армії під головуванням імператора Луція Вера під час Парфянської війни. В подальші роки повернувся до Фінікії. У 175 році підтримав заколот Авідія Кассія проти імператора Марка Аврелія.
У 193 році бився на боці Песценнія Нігера проти Септимія Севера під час боротьби за трон. У 195 та 197—198 роках у складі військ імператора Септимія Севера воював проти парфян. У 218 році разом з легатом Публієм Валерієм Комазоном Евтихіаном підтримав Геліогабала проти імператора Макріна. Зіграв одну з провідних ролей у перемозі при Антіохії та впроваджені на трон імперії Геліогабала. Але невдовзі його легат Вер висловив претензії на імператорський титул і втягнув своїх легіонерів в заколот, але він зазнав невдачі і був вбитий. За це легіон у 219 році був розформований і викреслений зі списків легіонів і його ім'я було сколото з пам'ятників. Частина його особового складу була тоді заслана в Африку, де була введена до складу III Августого легіону. У 222 році за імператора Олександра Севера легіон було реабілітовано та відновлено. Після цього легіон — у складі армії Севера під час війни проти Персії 231—233 років.
У 243—244 роках воював у складі військ імператора Гордіана III, після смерті якого підтримав Філіппа I Араба. У 257—260 роках — учасник перської кампанії імператора Валеріана. У 270—272 роках при Авреліані брав участь у війні проти цариці Зенобії та подальшому пограбуванні її столиці Пальміри. У 298 році воював проти Сасанідської Персії. За імператора Ліцинія I було відправлено до Єгипту. У 395 році стояв табором у сирійському містечку Данаба (між Дамаском та Пальмірою)